# Торнов (городище)
Торнов (нем. Tornow) — славянское городище в бассейне реки Шпрее (Нижняя Лужица). Датировано VII—IX вв. Поселение было окружено высоким кольцевым земляным валом и рвом, внутри которых располагались срубные постройки. Также при раскопках обнаружены колодец, зерновая яма, железная сковородка, серпы, топоры, наконечники стрел, глиняные пряслица и каменные жернова. Керамика (горшки) изготавливалась на основе гончарного круга, что отличало от лепных артефактов пражской культуры.
Погребальные памятники торновской культуры пока не выявлены. Обитатели городища ассоциируются с лужичанами.